# Рикурт
Рику́рт (фр. Ricourt) — коммуна во Франции, находится в регионе Юг — Пиренеи. Департамент — Жер. Входит в состав кантона Марсьяк. Округ коммуны — Миранд.
Код INSEE коммуны — 32342.

## География

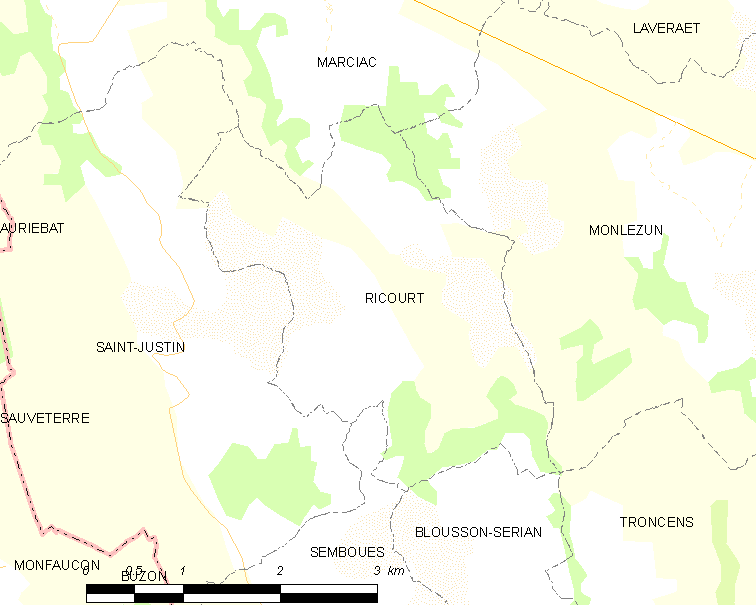
Карта коммуны

Коммуна расположена приблизительно в 620 км к югу от Парижа, в 105 км западнее Тулузы, в 38 км к юго-западу от Оша.
По территории коммуны протекает река Лаюс.

## Климат
Климат умеренно-океанический. Лето жаркое и немного дождливое, температура часто превышает 35 °С. Зимой часто бывает отрицательная температура и ночные заморозки. Годовое количество осадков — 700—900 мм.

## Население
Население коммуны на 2010 год составляло 73 человека.
| 1962 | 1968 | 1975 | 1982 | 1990 | 1999 | 2010 |
| ---- | ---- | ---- | ---- | ---- | ---- | ---- |
| 76   | 66   | 60   | 68   | 44   | 66   | 73   |

## Администрация
| Период | Период | Фамилия    | Партия                              | Примечания |
| ------ | ------ | ---------- | ----------------------------------- | ---------- |
| 1995   | 2020   | Жерар Лиль | Французская коммунистическая партия |            |

## Экономика
В 2010 году среди 37 человек трудоспособного возраста (15-64 лет) 28 были экономически активными, 9 — неактивными (показатель активности — 75,7 %, в 1999 году было 73,0 %). Из 28 активных жителей работали 25 человек (16 мужчин и 9 женщин), безработных было 3 (2 мужчин и 1 женщина). Среди 9 неактивных 0 человек были учениками или студентами, 3 — пенсионерами, 6 были неактивными по другим причинам.

## Достопримечательности
- Церковь Нотр-Дам (XIX век)